# Al Najaf (flygplats i Irak)
Al Najaf är en flygplats i Irak.   Den ligger i distriktet Kufa och provinsen Najaf, i den centrala delen av landet, 150 km söder om huvudstaden Bagdad. Al Najaf ligger 35 meter över havet.
Terrängen runt Al Najaf är platt. Runt Al Najaf är det ganska glesbefolkat, med 29 invånare per kvadratkilometer. Närmaste större samhälle är Najaf, 6,1 km nordväst om Al Najaf. Trakten runt Al Najaf är ofruktbar med lite eller ingen växtlighet.